# Campionatul de fotbal din Seychelles
Liga Seychelles este primul eșalon din sistemul competițional fotbalistic din Seychelles.

## Echipele sezonului 2010
- Anse Réunion FC (Anse Réunion)
- La Passe FC (La Passe)
- Light Stars FC (Grande Anse)
- Northern Dynamo (Glacis)
- St Francis FC (Baie Lazare)
- St Louis Suns United (Victoria)
- St Michel United FC (Anse-aux-Pins)
- St Roch United FC (Bel Ombre)

## Foste campioane
| - 1979 : Saint-Louis FC - 1980 : Saint-Louis FC - 1981 : Saint-Louis FC - 1982 : Mont Fleuri FC - 1983 : Saint-Louis FC - 1984 : Mont Fleuri FC - 1985 : Saint-Louis FC - 1986 : Saint-Louis FC - 1987 : Saint-Louis FC - 1988 : Saint-Louis FC - 1989 : Saint-Louis FC - 1990 : Saint-Louis FC | - 1991 : Saint-Louis FC - 1992 : Saint-Louis FC - 1993 : no championship - 1994 : Saint-Louis FC - 1995 : Sunshine SC - 1996 : St Michel United FC - 1997 : St Michel United FC - 1998 : Red Star FC - 1999 : St Michel United FC - 2000 : St Michel United FC - 2001 : Red Star FC - 2002 : La Passe FC and St Michel United FC (double title) | - 2003 : St Michel United FC - 2004 : La Passe FC - 2005 : La Passe FC - 2006 : Anse Réunion FC - 2007 : St Michel United FC - 2008 : St Michel United FC - 2009 : La Passe FC - 2010 : |

## Performanțe după club
| Club                | Oraș          | Titluri | Ultimul titlu |
| ------------------- | ------------- | ------- | ------------- |
| Saint-Louis FC      | Victoria      | 13      | 1994          |
| St Michel United FC | Anse-aux-Pins | 8       | 2008          |
| La Passe FC         | La Passe      | 4       | 2009          |
| Mont Fleuri FC      | Victoria      | 2       | 1984          |
| Red Star FC         | Anse-aux-Pins | 2       | 2001          |
| Anse Réunion FC     | Anse Réunion  | 1       | 2006          |
| Sunshine SC         | Victoria      | 1       | 1995          |

## Golgeteri
| An   | Golgeteri     | Echipă              | Goluri |
| 2003 | Philip Zialor | St Michel United FC |        |
| 2006 | Yelvanny Rose | Anse Réunion FC     | 13     |
| 2008 | Philip Zialor | St Michel United FC | 22     |